# Damn Yankees
Damn Yankees – amerykański zespół powstały w 1989 roku. Tworzyli go Ted Nugent, Tommy Shaw, Jack Blades i Michael Cartellone.
Już pierwszy album formacji, zatytułowany "Damn Yankees" został podwójnie platynową płytą. Kolejny album zatytułowany "Don't tread" był drugim i jednocześnie ostatnim albumem Damn Yankees. Grupa została rozwiązana w 1993 roku. Muzykę grupy wykorzystywano w filmach, m.in. w Gremliny rozrabiają 2. Tytułowy utwór z albumu "Don't Tread" zaprezentowano w ramach oprawy muzycznej Letnich Igrzysk Olimpijskich 1992 w Barcelonie.

## Muzycy
- Tommy Shaw - gitara, wokal
- Jack Blades - gitara basowa, wokal
- Ted Nugent - gitara, wokal
- Michael Cartellone - perkusja
- Muzyk sesyjny, gościnnie: Robbie Buchanan, instrumenty klawiszowe na płycie "Don't Tread"

## Dyskografia
- Damn Yankees (LP, 1990)
- Don’t Tread (LP, 1992)

### Single
- "High Enough" - (1990 - #2 Mainstream Rock Chart, #3 Billboard Hot 100)
- "Coming Of Age" - (1990 - #1 Mainstream Rock Chart, #60 Billboard Hot 100)
- "Come Again" - (1991 - #5 Mainstream Rock Chart, #50 Billboard Hot 100)
- "Runaway" - (1991 - #9 Mainstream Rock Chart)
- "Bad Reputation" - (1991 - #31 Mainstream Rock Chart)
- "Where You Goin' Now" - (1992 - #6 Mainstream Rock Chart, #20 Billboard Hot 100)
- "Don't Tread On Me" - (1992 - #3 Mainstream Rock Chart)
- "Silence Is Broken" - (1993 - #20 Mainstream Rock Chart)
- "Mister Please" - (1993 - #3 Mainstream Rock Chart)